# Jaume Bertrán
Jaume Bertrán (muerto en 1500) fue un cartógrafo del siglo XV activo en Barcelona y Mallorca. Vivió en la parroquia de Santa Cruz de la ciudad de Mallorca.
Se conservan tres cartas portulanas firmadas por él:
- la primera, firmada junto con Berenguer Ripoll, en Barcelona en 1456, se conserva en el Museo Marítimo de Greenwich. Es la única carta medieval conservada realizada en esta ciudad;
- una, firmada en Mallorca en 1482, está en el Archivo de Estado de Florencia,
- y una tercera, firmada en 1489 también en Mallorca, se encuentra en la Biblioteca Marucelliana de Florencia.

Siguió las convenciones cartográficas y decorativas de la cartografía mallorquina. La lengua de sus mapas es el catalán. 
En el norte de la isla de Mallorca una montaña sumergida lleva su nombre.